# San Antonio Río Cacateal
San Antonio Río Cacateal är en ort i Mexiko.   Den ligger i kommunen Simojovel och delstaten Chiapas, i den sydöstra delen av landet, 700 km öster om huvudstaden Mexico City. San Antonio Río Cacateal ligger 549 meter över havet och antalet invånare är 121.
Terrängen runt San Antonio Río Cacateal är kuperad åt nordost, men åt sydväst är den bergig. Runt San Antonio Río Cacateal är det ganska tätbefolkat, med 104 invånare per kvadratkilometer. Närmaste större samhälle är Simojovel de Allende, 5,3 km öster om San Antonio Río Cacateal. Omgivningarna runt San Antonio Río Cacateal är en mosaik av jordbruksmark och naturlig växtlighet.